# Trickster Arts
Trickster Arts je české nezávislé vývojářské studio sídlící v Praze. Studio je tvořeno nezávislými profesionály a také bývalými zaměstnanci 2K Czech, kteří se dříve podíleli na hře Mafia II. Vzniklo na podzim 2012. Soustředí se hlavně na vývoj her a interaktivních aplikací pro mobilní zařízení. V roce 2013 vydalo úspěšnou hru pro mobily Hero of Many. V současnosti studio připravuje port Hero of Many na další platformy a také úplně nový projekt.

## Vydané hry
- 2012 - Interande - interaktivní film simulující schůzku s dívkou.[4]
- 2012 - Date Me If You Can - anglicky dabovaná verze Interande pro mobilní platformu iOS.[5]
- 2013 - Hero of Many - Akční adventura v níž hráč vede hejno vodních stvoření do divokých soubojů.[6]
- 2016 - Hackers - Onlinová strategie. Hráč se stává hackerem, který buduje svou síť a hackuje jiné hráče.
- 2019 - Monolisk - RPG hra.